# Metaphidippus
Metaphidippus is een geslacht van spinnen uit de familie springspinnen (Salticidae).

## Soorten
De volgende soorten zijn bij het geslacht ingedeeld:
- Metaphidippus albopilosus (Peckham & Peckham, 1901)
- Metaphidippus annectans (Chamberlin, 1929)
- Metaphidippus apicalis F. O. P.-Cambridge, 1901
- Metaphidippus bicavatus F. O. P.-Cambridge, 1901
- Metaphidippus bisignatus Mello-Leitão, 1945
- Metaphidippus bispinosus F. O. P.-Cambridge, 1901
- Metaphidippus carmenensis (Chamberlin, 1924)
- Metaphidippus chalcedon (C. L. Koch, 1846)
- Metaphidippus chera (Chamberlin, 1924)
- Metaphidippus coccinelloides Mello-Leitão, 1947
- Metaphidippus comptus (Banks, 1909)
- Metaphidippus crassidens (Kraus, 1955)
- Metaphidippus cupreus F. O. P.-Cambridge, 1901
- Metaphidippus cuprinus (Taczanowski, 1878)
- Metaphidippus diplacis (Chamberlin, 1924)
- Metaphidippus dubitabilis (Peckham & Peckham, 1896)
- Metaphidippus emmiltus Maddison, 1996
- Metaphidippus facetus Chickering, 1946
- Metaphidippus fastosus Chickering, 1946
- Metaphidippus felix (Peckham & Peckham, 1901)
- Metaphidippus fimbriatus (F. O. P.-Cambridge, 1901)
- Metaphidippus fortunatus (Peckham & Peckham, 1901)
- Metaphidippus globosus F. O. P.-Cambridge, 1901
- Metaphidippus gratus Bryant, 1948
- Metaphidippus inflatus F. O. P.-Cambridge, 1901
- Metaphidippus iridescens F. O. P.-Cambridge, 1901
- Metaphidippus iviei (Roewer, 1951)
- Metaphidippus laetabilis (Peckham & Peckham, 1896)
- Metaphidippus laetificus Chickering, 1946
- Metaphidippus lanceolatus F. O. P.-Cambridge, 1901
- Metaphidippus longipalpus F. O. P.-Cambridge, 1901
- Metaphidippus mandibulatus F. O. P.-Cambridge, 1901
- Metaphidippus manni (Peckham & Peckham, 1901)
- Metaphidippus nigropictus F. O. P.-Cambridge, 1901
- Metaphidippus nitidus (Peckham & Peckham, 1896)
- Metaphidippus odiosus (Peckham & Peckham, 1901)
- Metaphidippus ovatus F. O. P.-Cambridge, 1901
- Metaphidippus pallens F. O. P.-Cambridge, 1901
- Metaphidippus perfectus (Peckham & Peckham, 1901)
- Metaphidippus pernotus (Petrunkevitch, 1911)
- Metaphidippus perscitus Chickering, 1946
- Metaphidippus pluripunctatus Mello-Leitão, 1944
- Metaphidippus quadrinotatus F. O. P.-Cambridge, 1901
- Metaphidippus smithi (Peckham & Peckham, 1901)
- Metaphidippus texanus (Banks, 1904)
- Metaphidippus tropicus (Peckham & Peckham, 1901)